# Museu do Automóvel Dr. Carl Benz
O Museu do Automóvel Dr. Carl Benz (em alemão:  Automuseum Dr. Carl Benz) é dedicado à memória do inventor do automóvel, Carl Benz.

O ponto forte da coleção privada de Winfried A. Seidel é formado por automóveis das marcas Benz & Cie, C. Benz Söhne e Mercedes-Benz.
A coleção tem atualmente cerca de 70 automóveis.

## História da edificação
Após a construção do automóvel na quadra T6 em Mannheim, em 1886, Carl Benz encontrou um terreno adequado a suas intenções em Ladenburg, onde estabeleceu-se em 1905.
Fundou em 1906, com seu filho Eugen, a firma C. Benz Söhne, à qual passou a pertencer seu segundo filho, Richard, em 1908. Até a década de 1920 foram produzidos aproximadamente 300 veículos. Os últimos dois foram montados para ele próprio, os quais pertencem ao acervo do museu.

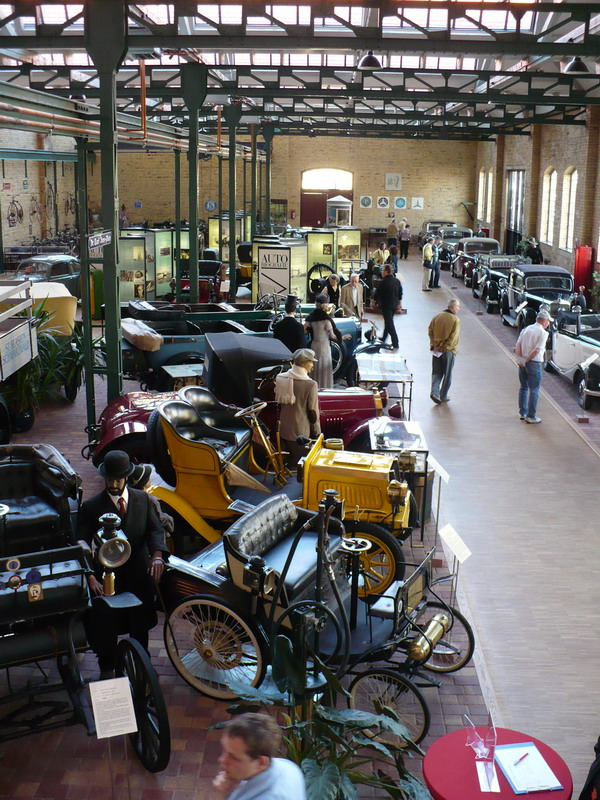
Interior do museu